# 朱國昌
朱國昌（？—17世紀），字四如，雲南臨安衛籍庐州府合肥县人，明朝、南明政治人物。

## 生平
天啓四年（1624年）甲子科雲南鄉試第五名舉人，七年（1634年）中甲戌科會試第二百十一名，廷試三甲第一百三十二名進士，都察院觀政，十一年授太常寺博士，十二年任順天府同考官，十五年考选南京四川道御史。

## 家族
曾祖朱宪；祖朱世雍，袭授臨安衛镇抚；父朱承祖，袭授臨安衛镇抚。